# 쇼와역
쇼와역(일본어: 昭和駅, しょうわえき)은 일본 가나가와현 가와사키시 가와사키구에 있는, 동일본 여객철도의 철도역이다. 쓰루미 선이 지나간다.

## 역 구조
단식 1면 1선 구조의 지상역으로 무인역이다. 승강장이 곡선 구조이기 때문에 열차와 승강장 사이에 간격이 생긴다.
간이 개찰기에서 스이카 및 제휴 교통카드의 사용이 가능하다.

## 역사
- 1931년 3월 20일 - 쓰루미 임항철도선의 정거장으로 개업하였다.
- 1943년 7월 1일 - 국유화에 따라 일본국유철도의 소속이 되었다. 동시에 보통역이 되었다.
- 1987년 4월 1일 - 민영화에 따라 동일본 여객철도의 소속이 되었다.
- 2002년 3월 22일 - 스이카의 사용이 가능해졌다.

## 인접역
| 동일본 여객철도 쓰루미 선      | 동일본 여객철도 쓰루미 선 | 동일본 여객철도 쓰루미 선 |
| ------------------------------ | ------------------------- | ------------------------- |
| JI 08 하마카와사키 쓰루미 방면 | 쓰루미 선                 | JI 10 오기마치 방면       |